# 크리스틴 팩
크리스틴 팩(Christine Pak, 1901년 ~ )은 한국계 캐나다의 전 배우, 영화배우이다.

## 영화
- 90 Days (1985년) - 향숙 역
- 빌리버스 (1987년)
- 더 라스트 스트로우 (The Last Straw, 1987년) - 향숙 역